# Zoquitlán
Zoquitlán è una municipalità dello stato di Puebla, nel Messico centrale, il cui capoluogo è la località di San Pablo Zoquitlán.
Conta 20.529 abitanti (2010) e ha una estensione di 268,87 km². 	 	
Il significato del nome della località in lingua nahuatl è luogo pieno di fango.